# Dražice (Eslováquia)
Dražice é um município da Eslováquia, situado no distrito de Rimavská Sobota, na região de Banská Bystrica. Tem 11,51 km² de área e sua população em 2018 foi estimada em 274 habitantes.

## Demografia
| Ano:        | 1994 | 2004    | 2014    | 2024   |
| ----------- | ---- | ------- | ------- | ------ |
| Broj ljudi: | 178  | 226     | 272     | 248    |
| Razlika:    |      | +26,96% | +20,35% | -8,82% |

| Ano:               | 2023 | 2024   |
| ------------------ | ---- | ------ |
| Número de pessoas: | 254  | 248    |
| Diferença:         |      | -2,36% |